# جاكي ديفيس
جاكي ديفيس (بالإنجليزية: Jackie Davis)‏ هو عازف جاز أمريكي، ولد في 13 ديسمبر 1920 في جاكسونفيل في الولايات المتحدة، وتوفي بنفس المكان في 2 نوفمبر 1999 بسبب سكتة.

## وصلات خارجية
- جاكي ديفيس على موقع IMDb (الإنجليزية)
- جاكي ديفيس على موقع ميوزك برينز (الإنجليزية)
- جاكي ديفيس على موقع أول ميوزيك (الإنجليزية)
- جاكي ديفيس على موقع ديسكوغز (الإنجليزية)